# Thelocactus lausseri
Thelocactus lausseri ist eine Pflanzenart aus der Gattung Thelocactus in der Familie der Kakteengewächse (Cactaceae). Das Artepitheton lausseri ehrt den  deutsche Pflanzensammler Alfons Lausser.

## Beschreibung
Thelocactus lausseri wächst einzeln, kugelig oder kurz länglich und hat einen 7 bis 10 Zentimeter hohen, grau-grünen Körper mit einem Durchmesser von 5 bis 8,5 Zentimeter. Die 8 Rippen sind leicht spiralförmig angeordnet. Die Areolen sind ohne Drüsen und etwa 5 bis 6 Millimeter im Durchmesser. Die Warzen sind abgerundet, etwa 7 bis 9 Millimeter im Durchmesser und 8 bis 12 Millimeter hoch. Die 20 bis 25 Randdornen sind gerade etwa 18 bis 25 Millimeter lang und von silberweiß bis gelblicher Farbe. Die 4 (sehr selten auch 6) Mitteldornen sind 6 bis 10 Zentimeter lang, ockergelb bis gräulich, gerade oder leicht gebogen und nadelförmig.
Die Blüten sind 2,5 bis 4,4 Zentimeter lang und breit und variieren in der Farbe zwischen weißlich bis hellrosa mit dunklerem Mittelstreifen. Die Früchte haben Schuppen und springen trocken auf. Die Samen sind 2 Millimeter lang und dick.

## Verbreitung, Systematik und Gefährdung
Thelocactus lausseri ist im mexikanischen Bundesstaat Coahuila in der Sierra de las Ovejas verbreitet.
Die Erstbeschreibung erfolgte 1986 durch Jan Říha und Josef Busek.
In der Roten Liste gefährdeter Arten der IUCN wird die Art als „Data Deficient (DD)“, d. h. mit keinen ausreichenden Daten hinterlegt geführt.

## Nachweise